# Мелкозём
Мелкозём — частицы грунтов, в частности почв и горных пород, диаметром менее 0,25 мм (по другим источникам менее 1 мм). Под определение мелкозёма попадают глинистые (d < 0,002 мм), пылеватые (0,002—0,05 мм), тонкие и мелкие песчаные частицы (d = 0,05—0,25 мм).

## В почвоведении
В почвах мелкозём противопоставлен почвенному скелету, образованному частицами диаметром более 1 мм. Мелкозём почвы содержит наибольшее количество питательных веществ.

## В геологии
В геологии употребляется как синоним алевролита. Ледниковый мелкозём — слой пыли толщиной 1—20 мм, привнесённой на поверхность ледника ветром.